# Episodi di Naruto (terza stagione)
La terza stagione dell'anime Naruto è composta da 48 episodi, andati in onda in Giappone dal 19 maggio 2004 al 20 aprile 2005, con cadenza settimanale, e trasmessi in Italia dal 5 gennaio 2007 al 6 febbraio 2008, dal lunedì al venerdì. Essi mostrano Itachi Uchiha e Kisame Hoshigaki all'inseguimento di Naruto. Dopo che vengono messi in fuga dal ninja leggendario Jiraiya, Jiraiya e Naruto si mettono in cerca di Tsunade per farla diventare Quinto Hokage, il leader del Villaggio della Foglia.
Le tre sigle di apertura della stagione sono: Go!!! dei Flow (episodi 84-103), Seishun kyōsōkyoku (青春狂騒曲? lett. "Discorso sulla gioventù") dei Sambomaster (episodi 104-128) e No Boy, No Cry (ノーボーイ·ノークライ?, Nō bōi - Nō kurai, lett. "Ragazzo, non piangere") di Stance Punks (episodi 129-131). Le cinque sigle di chiusura sono: Ima made nando mo (今まで何度も?) dei The Mass Missile (episodi 84-89), Ryūsei (流星? lett. "Meteora") della cantante TiA (episodi 90-103), Mountain a Go Go Two (マウンテン·ア·ゴーゴー·ツー?, Maunten-a-gōgō-tsū) di Captain Stridum (episodi 104-115), Hajimete kimi to shabetta (はじめて君としゃべった? lett. "La prima volta che ho parlato con te") dei GaGaGa SP (episodi 116-128), Nakushita kotoba (失くした言葉? lett. "Parole perdute") dei No Regret Life (episodi 129-131).

## Lista episodi
| Nº  | Titolo italiano Giapponese 「Kanji」 - Rōmaji | In onda           | In onda          |
| Nº  | Titolo italiano Giapponese 「Kanji」 - Rōmaji | Giapponese        | Italiano         |
| 84  | La furia di Sasuke 「唸れ千鳥 吠えろサスケ！」 - Unare Chidori, Hoero Sasuke! | 19 maggio 2004    | 5 gennaio 2007   |
| 84  | Sasuke, attraverso un flashback, rievoca lo sterminio della sua famiglia (il clan Uchiha) causata da Itachi. Egli riesce a trovare Naruto mentre sta per essere rapito da Itachi e Kisame. Finalmente Sasuke ha la possibilità di realizzare il suo desiderio: uccidere il proprio fratello. Itachi, dopo aver bloccato facilmente il Mille Falchi di Sasuke, gli spezza un polso e, prima che la situazione possa degenerare, arriva Jiraiya in difesa di Naruto e Sasuke. |                   |                  |
| 85  | Questione tra fratelli 「愚かなる弟よ 恨め、憎め！」 - Orokanaru otōto yo urame, nikume! | 26 maggio 2004    | 8 gennaio 2007   |
| 85  | Sasuke vuole ad ogni costo vendicarsi e intraprende un duello contro suo fratello, ma presto viene sopraffatto dalla tecnica della luna insanguinata dello Sharigan ipnotico. Prima che la situazione degeneri, Jiraiya interviene con la tecnica della prigionia della bocca di rospo, ma Itachi e Kisame riescono a scappare grazie a una mossa di Itachi che viene usato grazie allo Sharingan Ipnotico, una fiamma nera che incenerisce perfino lo stomaco del rospo che sputa fuoco cioè l'Amaterasu. Itachi è stato il primo a uscire vivo da lì. Viene presentata per la prima volta Tsunade Senju. |                   |                  |
| 86  | Più forte 「修行開始 オレはぜってー強くなる！」 - Shugyō kaishi, Ore ha zettē tsuyoku naru! | 2 giugno 2004     | 9 gennaio 2007   |
| 86  | Naruto e Jiraiya si rimettono alla ricerca di Tsunade, soprannominata la sanguisuga (leggendaria babbea in originale). Jiraiya, inoltre, cerca di insegnare a Naruto una nuova tecnica. |                   |                  |
| 87  | Sempre più difficile 「根性！！！割れろ水風船」 - Konjō!!! Warero mizufūsen | 9 giugno 2004     | 10 gennaio 2007  |
| 87  | Mentre Jiraiya si diverte, Naruto continua i suoi allenamenti per imparare la nuova tecnica. |                   |                  |
| 88  | Il coprifronte della Foglia 「木ノ葉マークと額当て」 - Konoha māku to hitaiate | 16 giugno 2004    | 11 gennaio 2007  |
| 88  | Finalmente Naruto completa la seconda prova per acquisire la nuova tecnica. Intanto, anche Orochimaru e Kabuto sono sulle tracce di Tsunade. |                   |                  |
| 89  | La terza fase 「波紋」 - Hamon | 23 giugno 2004    | 12 gennaio 2007  |
| 89  | Jiraiya spiega a Naruto la terza fase dell'allenamento: deve tenere un palloncino in mano e, usando il chakra come faceva nelle prime due fasi, cercare di non farlo esplodere. Naruto chiede a Jiraiya il motivo dell'allenamento e quest'ultimo gli mostra una tecnica che stupisce il ragazzo. Allora i due si dirigono ala villaggio e chiedendo a delle sale giochi scoprono che Tsunade è passata di lì. Inoltre Jiraiya vince mille ryō a un gioco di dadi grazie a un intervento di Naruto, che a sua volta guadagna alcuni soldi vincendo alla lotteria. I due decidono di dirigersi al castello, ma notano che è scomparso. Nel frattempo Orochimaru chiede a Tsunade di guarirlo e le rivela di aver ucciso il Terzo Hokage. Ovviamente lei rifiuta e Shizune decide di attaccare con delle armi avvelenate Orochimaru, che viene prontamente difeso da Kabuto. Lo scontro viene bloccato da Tsunade, che decide di uccidere i due, ma Orochimaru la blocca in tempo promettendo che resusciterà suo fratello Nawaki e l'uomo che l'amava, ma dopo essere guarito raderà al suolo Konoha. |                   |                  |
| 90  | Rabbia esplosiva 「怒りバクハツ！許さねーってばよ」 - Ikari bakuhatsu! Yurusanēttebayo | 7 luglio 2004     | 15 gennaio 2007  |
| 90  | Naruto e Jiraiya vedendo la gente scappare scoprono che è stato un serpente a far scomparire il castello e l'Eremita intuisce che si tratti di Orochimaru, che nel frattempo dà una settimana di tempo a Tsunade per pensare alla proposta. Shizune tenta di persuaderla a rifiutare e attaccarli, ma Tsunade la ignora. La sera stessa Jiraiya e Naruto la trovano, finalmente, in una bettola. Dopo aver conversato un po', Jiraiya propone a Tsunade di diventare Hokage, ma lei respinge l'offerta denigrando il titolo e ciò provoca l'ira di Naruto che vuole sfidare la donna. Tsunade accetta e riesce a sconfiggere facilmente Naruto con un solo dito, ma il ragazzo decide di attaccare usando la nuova tecnica appena imparata. |                   |                  |
| 91  | Il ciondolo di Tsunade 「初代火影の遺産 死を呼ぶ首飾り」 - Shodai Hokage no isan Shi o yobu kubikazari | 14 luglio 2004    | 16 gennaio 2007  |
| 91  | Tsunade riesce a bloccare la tecnica di Naruto, che si chiama Rasengan, e fa una scommessa con lui: se riesce a padroneggiare il Rasengan in una settimana, lei gli regalerà il suo ciondolo. Naruto all'inizio reputa il ciondolo poco interessante, ma Jiraiya gli spiega che esso apparteneva al Primo Hokage, nientemeno che il nonno di Tsunade. Di notte Shizune si reca nell'hotel in cui risiede Naruto, e lo esorta ad abbandonare la sfida, perché il ciondolo è l'unico ricordo che gli è rimasto del passato, inoltre se Naruto lo vincesse rischierebbe la vita. Parte un flashback dove Tsunade regala al dodicesimo compleanno del fratello Nawaki il ciondolo, ma egli muore il giorno successivo. Poco tempo dopo Tsunade in una riunione ninja propone di diffondere lo studio delle arti mediche, ma Sarutobi declina la sua offerta poiché il villaggio in quel momento stava combattendo una guerra. Dan però la difende e dopo la riunione egli fa amicizia con Tsunade. Lei gli regalerà il ciondolo, però egli in una missione, nonostante l'intervento di Tsunade, rischia la vita. Nel presente Tsunade e Jiraiya discutono su un chiosco ed egli, che ha qualche sospetto su lei ed Orochimaru, promette che se lei tradirà il suo villaggio la ucciderà. Nel frattempo Naruto si allena per tutta la notte. |                   |                  |
| 92  | Il grande giorno 「YESかNOか！ツナデの回答」 - YES ka NO ka! Tsunade no kaitō | 21 luglio 2004    | 17 gennaio 2007  |
| 92  | Siamo nell'ultimo giorno in cui sia l'accordo con Orochimaru e la scommessa di Naruto stanno giungendo al termine. Shizune trova Naruto svenuto dai numerosi allenamenti e lo porta nell'hotel in cui risiede. Jaraya invece porta Tsunade in un chiosco per discutere di Orochimaru, ma lei avvelena il Sakè dell'Eremita mettendoci una droga. La mattina seguente Tsunade ha intenzione di incontrare Orochimaru e Shizune cerca per l'ultima volta di fermarla, ma viene colpita. Più tardi Naruto la sveglia e li raggiunge anche Jiraya. Shizune dà un antidoto all'Eremita e gli rivela ciò che è stato detto nell'incontro con Orochimaru. Nel frattempo Tsunade incontra Orochimaru ed è in procinto di guarirlo, ma viene bloccata da Kabuto, che precedentemente aveva spiato Shizune, e che intuisce il tradimento della Sennin. |                   |                  |
| 93  | La rottura delle trattative 「交渉決裂！！」 - Kōshō Ketsuretsu! | 28 luglio 2004    | 18 gennaio 2007  |
| 93  | Tsunade rifiuta l'offerta di Orochimaru e di Kabuto e i tre si recano fuori città per combattere. Kabuto decide di scontrarsi con lei, ma prima prende la "pillola del soldato" che permette al sangue di coagularsi per rigenerare meglio le ferite. Inoltre lui è a conoscenza del Nijitsu Medico con il quale riesce a mettere alle strette Tsunade. Lei a sua volta riesce a difendersi bloccando le parti del corpo di Kabuto grazie a dei segnali elettrici. Kabuto, essendo anche lui medico, riesce comunque a muoversi e capisce che è meglio far sanguinare Tsunade poiché lei è emofobica. Però Jiraiya, Naruto e Shizune arrivano in tempo per soccorrerla. Lì Naruto incontra Kabuto e Jiraiya gli spiega che lui è una spia di Orochimaru, cosa di cui Naruto si meraviglia. Inoltre Kabuto lo denigra come ninja: ciò provoca l'ira del ragazzo, che cerca di attaccarlo, ma invano. |                   |                  |
| 94  | Rasengan 「くらえ！怒りの螺旋丸」 - Kurae! Ikari no Rasengan | 4 agosto 2004     | 19 gennaio 2007  |
| 94  | Jiraiya decide di attaccare Orochimaru, mentre Shizune si scaglia contro Kabuto. Però i due avversari evocano due serpenti enormi e Jiraiya cerca di evocare Gamabunta, ma per via del veleno scarseggia di chakra e riesce a evocare solo un piccolo rospo. Naruto cerca di fare la stessa tecnica però anche lui con scarsi risultati. Però Jiraiya riesce comunque ad eliminare i serpenti e si focalizza su Orochimaru. Kabuto nel frattempo evita il gas velenoso di Shizune e riesce a bloccarla col suo potere, per poi dirigersi contro Tsunade. Quando però sta per colpirla, interviene Naruto per difenderla, per poi cercare di colpire Kabuto con un Rasengan, ma il ragazzo è troppo lento e quest'ultimo gli blocca le gambe. Allora Naruto crea un clone e con uno riesce a tenere fermo Kabuto, che stava cercando di colpire il ragazzo, mentre con l'altro riesce ad aiutarlo a creare un Rasengan perfetto. |                   |                  |
| 95  | Quinto Hokage a qualsiasi costo 「五代目火影 命を賭けた戦い」 - Godaime Hokage, Inochi o kaketa tatakai! | 11 agosto 2004    | 22 gennaio 2007  |
| 95  | Il Rasengan di Naruto va a segno ma Kabuto, pur subendo il colpo, riesce a tagliare un muscolo cardiaco a Naruto. Inoltre egli riesce a rigenerare le cellule colpite, perdendo però molto chakra. Tsunade cerca di curare Naruto e gli dà il ciondolo poiché ha vinto la scommessa. Intanto Orochimaru, capisce che Naruto rappresenterebbe un serio pericolo, e abbandona lo scontro con Jiraiya per uccidere il ragazzo. Allora Tsunade per due volte fa da scudo umano per salvare Naruto e difende i suoi ideali, gli stessi che una settimana prima ha denigrato. Inoltre con un sigillo riesce a rigenerare le ferite causate da Orochimaru, anche se ciò provoca l'accorciamento della sua vita. Jiraiya per aiutare Tsunade cerca di evocare una volta per tutte Gamabunta, ma sia lei che Orochimaru compiono la stessa tecnica per evocare rispettivamente Katsuyu (lumaca gigante) e Manda (serpente gigante). |                   |                  |
| 96  | Scontro leggendario 「三すくみの戦い」 - San sukumi no tatakai | 11 agosto 2004    | 23 gennaio 2007  |
| 96  | I tre iniziano a combattere. Katsuyu viene messa fuori combattimento e Manda si scontra con Gamabunta. Quando il rospo sta per essere colpito interviene Tsunade che infilza Manda con un pugnale gigante. Orochimaru allora attacca Tsunade, che, nonostante abbia superato il limite delle forze, riesce ad avere la meglio, e ciò provoca la fuga di Orochimaru e Kabuto. |                   |                  |
| 97  | La strategia di Naruto 「ナルトの湯けむり珍道中」 - Naruto no yukemuri chin dōchū | 18 agosto 2004    | 24 gennaio 2007  |
| 97  | Il gruppo decide di fermarsi alle terme. Dopo essere uscito dai bagni termali, Naruto scopre che la sua stanza è stata perquisita e che gli è stata rubata la collana regalatagli da Tsunade dalla famiglia Akagi. Egli fa la conoscenza dei due Akagi e scopre che resteranno esiliati per tre anni dal loro paese fino a quando non rientreranno in possesso dei soldi della donna. Naruto decide di aiutarli nell'audace impresa. Le lascia un biglietto, che viene letto da Shizune. All'appuntamento arriva lei con l'aspetto di Tsunade e vede Naruto preso in ostaggio dai due fratelli, ma scopre che in realtà i tre erano cloni di Naruto. Allora il giovane ninja escogita un altro piano, cioè di prendere la borsa di Tsunade che crede piena di soldi, ma ella gliela ruba sua volta. In realtà si viene a sapere che lei era Tonton, il suo maiale domestico. Shizune con l'aspetto di Tsunade insegue Naruto ed entrambi si clonano, ma quando quest'ultimo riesce ad aprire la borsa dentro trova solo delle cambiali. Intanto arriva la vera Tsunade col capo della provincia che ferma il caos che si era creato e spiega che il debito con gli Akagi è già stato pagato un anno fa, e quindi i fratelli possono tornare a casa. |                   |                  |
| 98  | Il futuro di Rock Lee 「忍者を辞めろ！ツナデの通告」 - Ninja o yamero! Tsunade no tsūkoku | 25 agosto 2004    | 25 gennaio 2007  |
| 98  | Kiba, Hinata e Shino fanno una passeggiata allenandosi. Viene sospesa la lezione nella classe di Konohamaru, e questo quindi si reca nel palazzo dell'Hokage dove fa la conoscenza di Tsunade e scopre che è lei il futuro Quinto Hokage. Se la prende con lei perché ha tolto tutti gli oggetti di suo nonno e la crede irresponsabile. Nel palazzo entra anche Naruto e poi arrivano Shikamaru e suo padre che discutono con Tsunade. Naruto dopo aver parlato un po' con lui, incontra Iruka in un chiosco di ramen. Neji si allena. Intanto Tsunade si reca nell'ospedale e, usando i suoi poteri medici, riesce a guarire Sasuke e Kakashi (vittime della tecnica della Luna Insanguinata usata da Itachi). Quando è il turno di Rock Lee, la Sennin spiega che lui ha nei frammenti d'ossa nel midollo spinale e ciò non gli permette di combattere e quindi non può essere più un ninja. Può sottoporsi a un'operazione chirurgica, ma essa comporta gravi rischi. |                   |                  |
| 99  | Il futuro della Foglia 「火の意志を継ぐもの」 - Hi no ishi o tsugumono | 1º settembre 2004 | 26 gennaio 2007  |
| 99  | Mentre Naruto discute con Rock Lee, arrivano i due amici di Konohamaru perché hanno bisogno del suo aiuto. Infatti Konohamaru si è chiuso nell'ufficio del nonno, provocando l'ira di Tsunade. Naruto cerca di sfondare la porta, ma il bambino ha messo trappole dappertutto. Nel frattempo Rock Lee incontra Sakura che gli infonde coraggio e vedendolo Tsunade decide di impegnarsi per salvarlo. Allora si reca nell'ufficio di Sarutobi evitando le trappole di Konohamaru per prendere un libro di medicina. Nel frattempo Naruto e Konohamaru si ritirano nella tomba del Terzo Hokage e quest'ultimo svela il motivo del suo comportamento: ha paura che il popolo di Konoha si dimentichi di suo nonno. Egli decide di dirigersi da Tsunade, ma vedendola concentrata a trovare una cura per Rock Lee si rende conto di essersi sbagliato sul suo conto. |                   |                  |
| 100 | Un maestro per la vita 「熱血師弟の絆～男が忍法貫くとき～」 - Nekketsu shitei no kizuna ~Otoko ga ninpō wo tsuranuku toki~ | 8 settembre 2004  | 29 gennaio 2007  |
| 100 | Rock Lee mentre passeggia sul centro di riabilitazione ripensa alla prima volta che incontrò il suo maestro Gai, di quando dopo aver rivelato il suo obiettivo venne denigrato da Neji, ma difeso da Gai, che poi compì una sfida contro Kakashi a morra cinese scommettendo di fare cinquecento giri di Konoha con le mani se avesse perso. Mentre riflette su questo arriva Gai e Lee gli rivela le sue preoccupazioni, ma il maestro lo convince a sottoporsi all'operazione e gli ricorda ciò che successe quando egli sfidò Kakashi. Egli perdette e mantenne fede alla promessa, ma Lee gli chiese il motivo, visto che nessuno lo sorvegliava. Gai gli spiegò che questa è auto-convinzione, che aiuta a raggiungere grandi obiettivi. Nel presente Gai promette di morire se l'operazione di Rock Lee non andasse a buon fine. Il giorno seguente Tsunade riesce ad alzare la probabilità di successo al 58 % (prima era 50%) e compie la cerimonia di investitura per diventare Hokage. |                   |                  |
| 101 | Dietro la maschera 「見たい、知りたい、確かめたい カカシ先生の素顔」 - Mitai, Shiritai, Tashikametai Kakashi-Sensei no Sugao | 15 settembre 2004 | 30 gennaio 2007  |
| 101 | Naruto, Sakura e Sasuke cercano di capire cosa si celi dietro la maschera di Kakashi. Essi lo portano ad un chiosco perché per mangiare si deve togliere la maschera, ma mentre se la cava arriva il Team Asuma e i tre non riescono a vedere la faccia. Allora cercano di pedinarlo, ma vengono scoperti. Allora si dividono ma i tre falliscono. Allora cercano di applicare i loro piani mentre compiono una missione in fattoria. Però a pedinarli ci sono i fratelli Moya che vogliono vendicarsi di Kakashi di un torto subito tre anni prima. Però i loro piani vengono involontariamente fermati dai tre ragazzini, per poi essere puniti da Kakashi. Quando alla fine gli allievi chiedono direttamente al maestro cosa si celi dietro la sua maschera, egli se la toglie scoprendo un'ulteriore maschera. |                   |                  |
| 102 | In missione nel paese del tè 「いざ新任務 義理と人情と茶国を救え！」 - Iza shin ninmu Giri to ninjō to Chakoku o sukue! | 22 settembre 2004 | 31 gennaio 2007  |
| 102 | Il Quinto Hokage assegna una nuova missione al Team 7 (escluso Kakashi impegnato in un'altra missione). Naruto, Sasuke e Sakura non sanno i dati precisi della missione. Arrivati al paese del tè incontrano un ragazzo Idate Morino, podista del clan Wasabi, poi scoprono che lo dovranno proteggere poiché è impegnato nella grande corsa di Todoroki: gara senza regole ed esclusioni di colpi. |                   |                  |
| 103 | Attacco in mare aperto 「ナルト撃沈！？陰謀うずまく大海原」 - Naruto gekichin!? Inbau uzumaku ōunabara | 29 settembre 2004 | 1º febbraio 2007 |
| 103 | Il Team 7 segue Idate fino ad un altro porto che si scopre essere un punto migliore in cui iniziare la parte navigata della gara, a causa dei venti e delle correnti. Lungo la strada sono attaccati dal Team Oboro, visto in precedenza durante gli esami di selezione dei Chunin, che è stato assoldato dal clan rivale. Il Team 7 difende Idate e gli dicono di nuotare verso la riva che loro lo avrebbero raggiunto in seguito. Lui lo fa, ma si trova faccia a faccia con Aoi Rokusho, leader del team ninja del Villaggio della Pioggia. |                   |                  |
| 104 | Il passato di Idate 「走れイダテ！嵐を呼ぶ波乱のナギ島！！」 - Hashire Idate! Arashi o yubi haran no Nagitō!! | 13 ottobre 2004   | 2 febbraio 2007  |
| 104 | Aoi schernisce Idate e lo attacca. I membri del Team 7, che stanno ancora nuotando verso la riva, vengono attaccati sott'acqua dai ninja del Villaggio della Pioggia. Utilizzando la prima fase dell'allenamento per utilizzare il Rasengan, Naruto crea un enorme mulinello che salva lui e i suoi compagni. Poi cercano di salvare Idate, ma Aoi si rivela essere troppo forte per loro, infatti li avvelena e se ne va. Sakura dà loro le medicine che Tsunade le aveva preparato prima di partire, poi cercano riparo in una caverna. Idate spiega che una volta era un ninja del Villaggio della Foglia, ma fu ingannato da Aoi che lo spinse a tradire il villaggio dopo aver fallito l'esame di selezione dei Chunin. |                   |                  |
| 105 | Scontro frontale 「ゴール直前！雷鳴とどろく大激闘」 - Gōru chokuzen! Raimei todoroku daigekitō | 20 ottobre 2004   | 30 novembre 2007 |
| 105 | Fukusuke continua a festeggiare con donne e cibo, ma Aoi lo avverte che forse è troppo presto per festeggiare. Naruto, portando Idate sulle spalle, sta salendo le scale del Tempio Modoroki. Idate agguanta la sfera e procede camminando sulle sue gambe, ma poco dopo si trovano ad affrontare Aoi, che li stava aspettando con la sua Spada Raijin. Sia il Rasengan di Naruto che il Mille Falchi di Sasuke vengono respinti dalla spada Raijin, nonostante Sasuke riesca a incrinarla leggermente. |                   |                  |
| 106 | La forza della disperazione 「届くかイダテ！執念のラストスパート！！」 - Todoku ka Idate! Shūnen no rasuto supāto!! | 27 ottobre 2004   | 3 dicembre 2007  |
| 106 | Naruto, grazie alla crepa creata da Sasuke (che per l'ennesima volta si perde la tecnica di Naruto), riesce a rompere con il Rasengan la spada di Aoi e a sconfiggerlo. Accelerando per l'ultimo tratto del percorso, Idate riesce a raggiungere il suo avversario e a batterlo all'ultimo metro. Mentre tornano a casa, Sasuke pensa di non essere riuscito a fare nulla ma Naruto, invece... |                   |                  |
| 107 | Sasuke contro Naruto 「オマエと戦いたい！ついに激突 サスケVSナルト」 - Omae to tatakaitai! Tsui ni gekitotsu Sasuke tai Naruto | 3 novembre 2004   | 5 dicembre 2007  |
| 107 | Sasuke è ricoverato all'ospedale di Konoha per le ferite ricevute al Paese del Tè. Tsunade nel frattempo promuove Shikamaru chunin ed è pronta per operare Rock Lee. Il team Asuma decide di festeggiare, però Choji viene sgridato da Ino e da Asuma per la sua ingordigia, ma Shikamaru lo rassicura consigliando di fare ciò che più gli aggrada. Intanto Sasuke si rende conto che Naruto è diventato sempre più forte e lui sempre più debole e quindi, quando quest'ultimo lo visita insieme a Sakura, decide di sfidarlo. Sakura tenta inutilmente di fermarli, ma loro decidono di dirigersi sul tetto. I due iniziano a combattere, anche se Sasuke non indossa il copri-fronte, e Naruto si nasconde sulle lenzuola stese per poi moltiplicarsi con la Tecnica della Moltiplicazione. Sasuke però riesce a sconfiggere i cloni di Naruto con la Palla di Fuoco Suprema. Mentre Naruto prepara un Ransegan e Sasuke un Mille Falchi, Sakura è in procinto di bloccarli. |                   |                  |
| 108 | Il sapore della vendetta 「見えない亀裂」 - Mienai kiretsu | 10 novembre 2004  | 7 dicembre 2007  |
| 108 | Kakashi interviene e blocca i due alunni separandoli. Entrambi colpiscono due cisterne e Sasuke vede che il solco lasciato da Naruto è più piccolo, ma dopo un'attenta analisi scopre che in realtà essa è stata devastata da un altro lato. Kakashi vede che c'è anche Jiraiya e lo sgrida perché ha insegnato la pericolosa tecnica del Rasengan, ma quest'ultimo risponde spiegando che anche lui ha insegnato il Chidori a Sasuke, tecnica di eguale potenza. Poi Jiraiya chiede a Kakashi perché i due ragazzi si erano messi a combattere e spiega che hanno lo stesso rapporto che avevano lui e Orochimaru. Kakashi rassicura Sakura e si dirige da Sasuke, legandolo su un albero. Il maestro gli consiglia di lasciar stare la vendetta, ma Sasuke gli dice che lui non può capire cosa si prova a perdere delle persone importanti. Però Kakashi gli spiega che anche lui ha perso delle persone care, ma nonostante ciò, sono entrambi fortunati ad avere dei compagni. Egli gli raccomanda di usare il Chidori per difenderli, non per attaccarli. Sasuke, mentre pensa se accettare Naruto e Sakura come amici o nutrire la vendetta contro Itachi, viene attaccato dal "Quartetto del Suono", gruppo mandato da Orochimaru per rapirlo. |                   |                  |
| 109 | La mossa del Suono 「音の誘い」 - Oto no izanai | 17 novembre 2004  | 10 dicembre 2007 |
| 109 | Il Quartetto del suono (Sakon, Jirobo, Tayuya e Kidomaru) combatte contro Sasuke, che, nonostante sembri avere la meglio, viene sconfitto. Il ninja prova ad usare il segno maledetto, ma Sakon gli spiega che anche loro ce l'hanno e che, se usato troppo, si rischia di perdere l'identità. Il quartetto propone a Sasuke di andare da Orochimaru: solo così, infatti, potrà diventare più forte e ottenere la sua vendetta. Nel frattempo Sakura viene invitata da Naruto in un chiosco di ramen e gli racconta del segno maledetto di Sasuke. Egli a sua volta le rivela di aver incontrato Orochimaru insieme a Jiraiya e a Tsunade. La ragazza teme che Sasuke possa allearsi con Orochimaru, ma Naruto la rassicura. Intanto Sasuke decide di partire e di dirigersi da Orochimaru, ma incontra Sakura che cerca di fermarlo. Ella cerca di persuaderlo ricordandogli vecchi avvenimenti e rivelandogli il suo amore, ma lui le dà dell'insopportabile. Però ad un certo punto la tramortisce e la ringrazia. |                   |                  |
| 110 | Formazione a fila indiana 「結成！鉄壁のフォーメーション」 - Kessei! Teppeki fōmēshon | 24 novembre 2004  | 12 dicembre 2007 |
| 110 | Izumo e Kotetsu all'alba vedono Sakura che racconta ciò che è successo. I due lo riferiscono al Quinto Hokage che decide di affidare la missione a Shikamaru, appena diventato Chunin, di formare un gruppo con altri Genin (gli altri Chunin sono in missione) con cui andare alla ricerca di Sasuke. Allora viene creato un gruppo con lui, Naruto, Choji, Kiba e Neji, che era insieme a Rock Lee appena operato. Shikamaru pensa già alla strategia: il gruppo procederà in fila indiana in un ordine basato tramite le abilità dei componenti. Davanti ci sarà Kiba, poi Shikamaru, dopo Naruto, ancora dopo Choji e infine Neji. Prima di partire Sakura chiede di unirsi a loro, ma Shikamaru pensa che lei non sarà molto utile, perché aveva già fallito a fermare Sasuke la sera precedente. Però Sakura chiede a Naruto di riportare indietro Sasuke e lui promette di farcela. Mentre il gruppo parte, Sakon, per ordine di Orochimaru, chiede a Sasuke di morire. |                   |                  |
| 111 | Il potere del quartetto del Suono 「接触～音四人衆の実力～」 - Sesshoku ~Oto Yonin Shū no jitsuryoku~ | 24 novembre 2004  | 14 dicembre 2007 |
| 111 | Il Quartetto del Suono utilizza una tecnica per potenziare il segno maledetto di Sasuke e lo richiudono in un barile. Due ninja della Foglia, Raido e Genma, scoprono il loro piano ma vengono sconfitti poiché gli avversari utilizzano i segni maledetti. Shizune si accorge della mancanza dei due Jonin così corre a soccorrerli. Il quartetto intanto si riposa perché la seconda fase spreca un sacco di energie e disseminano il territorio di trappole. Però Shikamaru, Naruto, Choji, Kiba e Neji scoprono già una barriera perimetrica, cioè un'area circoscritta di carte bombe che impedisce loro di procedere sui rami. Ma quando scendono e camminano sulla terra si accorgono che è piena di fili che attivano trappole, però dopo ognuna di esse ce n'è una più mimetizzata, dove Naruto stava per cascare, però viene prontamente salvato da Shikamaru. Alla fine Neji grazie al suo Byakugan riesce a scovare i nemici e insieme a Shikamaru intuisce che Sasuke sia dentro il barile, ma ad un certo punto il Quartetto inizia ad attaccarli. Intanto Tsunade dà un farmaco a Lee perché guarisca più velocemente. |                   |                  |
| 112 | Trappola di terra 「イキナリ仲間割れ！？シカマル小隊大ピンチ」 - Ikinari nakamare!? Shikamaru shōtai daipinchi | 1º dicembre 2004  | 17 dicembre 2007 |
| 112 | Il Quartetto del suono è riuscito a catturare Naruto, Kiba e Choji, e inoltre Kidomaru usa la Tecnica della Ragnatela per bloccare i cinque. Ma si scopre tutto questo era uno stratagemma di Shikamaru, che, distraendo il Quartetto grazie ad un fumogeno di Kiba, riesce a bloccare il Quartetto con la tecnica delle ombre. Sakon però non si lascia sconfiggere facilmente e distrae Shikamaru lanciandogli dei kunai, riuscendo a bloccare la sua tecnica e immediatamente Jirobo li intrappola nella sua Prigione di Roccia. Kiba cerca con un Attacco Perforante di aprire un varco, ma la roccia si rigenera. Infatti Neji scopre che le pareti sono costituite di chakra e che esse sono in grado di succhiare anche il loro per nutrire Jirobo. Kiba, insieme ad Akamaru prende un tonico che li potenzia e di bucare di nuovo la parete, non riuscendoci lo stesso. Ad un certo punto Shikamaru cerca di negoziare con Jirobo e gli chiede se possono essere liberati se rinunciano alla ricerca di Sasuke, però quando l'avversario rifiuta, egli chiede di essere liberato solo lui al posto dei suoi compagni. Questo fa arrabbiare Kiba e Naruto e Choji si mette a mangiare patatine. In realtà Shikamaru ha ingannato Jirobo per capire la sua posizione: infatti dopo il perforamento di Kiba egli aveva notato che alcuni varchi non si erano rigenerati subito poiché in alcune zone scarseggiava chakra, soprattutto nella zona opposta in cui si trovava Jirobo. Grazie all'analisi di Neji riesce a trovare conferma nelle sue ipotesi e Choji, che, capendo il piano fin dall'inizio, ha accumulato chakra mangiando, si espande e riesce a demolire la parte debole di chakra, facendo crollare tutta la cupola.                                    |                   |                  |
| 113 | La potenza di Choji 「パワー全開！燃えろチョウジ」 - Pawā zenkai! Moero Chōji | 8 dicembre 2004   | 19 dicembre 2007 |
| 113 | I cinque provano ad affrontare Jirobo ma invano. Allora si nascondono per elaborare un piano, ma Jirobo li scopre. Shikamaru cerca di usare la Tecnica delle ombre su Jirobo, ma egli se ne accorge e cerca di colpirlo. Choji salva l'amico e ferisce Jirobo, decidendo di combattere contro di lui. Nel frattempo gli altri membri del gruppo vanno alla ricerca di Sasuke prima che sia troppo tardi. Choji ingoia il tonico verde dai Tre Colorati del clan Akimichi, agli spinaci che gli fa aumentare di forza fisica. Inoltre si ricopre di kunai e usa la Tecnica dell'Espansione che gli permette di diventare un proiettile appuntito. Jirobo riesce a difendersi usando il segno maledetto alla prima fase e Choji, messo alle strette, ingoia il tonico giallo al curry. |                   |                  |
| 114 | Per amicizia... 「さらば友よ…！それでもオレは信じてる」 - Saraba tomo yo...! Soredemo ore wa shinjiteru | 15 dicembre 2004  | 21 dicembre 2007 |
| 114 | Choji diventa gigante, ma Jirobo riesce comunque a sollevarlo usando il segno alla seconda fase. Jorobo comincia a insultare lui e il suo gruppo, e Choji, rimasto a fin di vita, ripensa al primo incontro con Shikamaru, il primo che abbia mai creduto in lui. Quand'era giovane veniva escluso nei giochi perché troppo scarso e andò a lamentarsi dal padre, che lo consolò dicendo che lui era un ragazzo molto gentile, e presto gli altri lo avrebbero notato. Mentre Choji parlava con suo padre, arrivò Shikamaru che decise di fare amicizia con lui. Nel presente Choji decide di ingerire la terza pillola, quella rossa al peperoncino, che centuplica la forza ma porta anche alla morte dopo l'utilizzo. Choji concentra tutto il suo chakra su un pugno e uccide Jirobo, cadendo a terra poco dopo. |                   |                  |
| 115 | Di lui mi occupo io 「お前の相手はこのオレだ！」 - Omae no aite wa kono ore da! | 22 dicembre 2004  | 31 dicembre 2007 |
| 115 | Jirobo si ricongiunge al Quartetto del Suono, ma sembra più cordiale del solito, tanto che Kidomaru inizia ad attaccarlo e si scopre che lui era in realtà Shikamaru. Poi Kiba, Naruto con la Tecnica della Moltiplicazione e Neji cercano di attaccarlo ma Kidomaru intrappola tutti nelle sue ragnatele. Nel frattempo Sakon e Tayuya partono e lasciano che Kidomaru si occupi dei Genin. Egli si diverte a lanciare dei boomerang di ragnatele gialle (cioè più indurite) a Naruto e i suoi cloni. Scopre però che quelli che ha intrappolato erano tutti cloni e l'originale cerca di attaccarlo da dietro ma viene scoperto. Interviene Neji che è riuscito a tagliare le ragnatele riuscendo a manovrare il suo chakra. Essendo l'unico con questa abilità decide di sfidare Kidomaru e ordina agli altri di cercare Sasuke, facendogli ricordare le parole dette da Iruka durante il funerale del Terzo Hokage. Kidomaru cerca di sparare le sue ragnatele ma Neji riesce a tagliarle, ma alla fine riesce a bloccargli le mani perché da lui non fuoriesca chakra. Egli inoltre gli racconta che Orochimaru gli ha accennato dell'esistenza di questo potere, ma Neji gli spiega che il chakra non gli esce solo dalle mani ma da tutto il corpo. Kidomaru, credendo di essere in vantaggio, è sul punto di uccidere Neji, che però riesce a liberarsi. |                   |                  |
| 116 | Il punto cieco 「視界360度 白眼の死角」 - Shikai sanbyaku rokujū do, Byakugan no shikaku | 5 gennaio 2005    | 2 gennaio 2008   |
| 116 | Neji riesce ad attaccare Kidomaru che riesce a proteggersi ricoprendo il suo corpo con la ragnatela gialla. Poi egli viene colpito da dei kunai di ragnatela gialla, da cui riesce a proteggersi e Kidomaru ipotizza che il suo avversario abbia una vista a 360°. Allora usando il segno maledetto alla prima fase evoca Kyodaigumo, un ragno gigantesco che a sua volta fa cadere dei ragni addosso a Neji, e Kidomaru gli lancia contemporaneamente dei kunai di ragnatele gialle. Neji grazie alla Tecnica delle 64 Chiusure e alla Tecnica delle 128 Chiusure riesce a respingere ogni attacco, ma il ninja del suono nota che Neji i alcuni punti è più lento a reagire e capisce che il suo Byakugan non ha una vista di 360°, ma ha un punto cieco. Neji riesce con non poca fatica a uccidere Kyodaigumo e i suoi ragni, ma alla fine viene colpito da un kunai di ragnatela gialla, e Kidomaru crede di averlo finito e lo colpisce ripetutamente. Però Neji si rialza e allora Kidomaru usa il segno alla seconda fase e crea un arco con cui colpirlo. |                   |                  |
| 117 | Non posso perdere 「負けられない理由」 - Makerarenai riyū | 5 gennaio 2005    | 4 gennaio 2008   |
| 117 | Neji viene colpito dalla freccia, ma è riuscito a spostarsi perché non gli venisse colpito un organo vitale. Allora capisce che Kidomaru è a conoscenza del suo punto debole. Quest'ultimo cerca di scoccare un'altra freccia collegata però ad una ragnatela intrisa di chakra che riesce a governare per colpire Neji nel suo punto cieco, ma lo manca di nuovo. Prova a lanciarne un'altra e riesce a colpirlo nello stomaco, ma Neji riesce a diffondere il chakra nella ragnatela collegata alla freccia verso Kidomaru e riesce a danneggiare i suoi organi vitali. Neji si avvicina a lui e lo colpisce cosicché cade a terra e ritorna normale. Inoltre ripensa a quelle volte che gli hanno dato del genio, e a quando Naruto gli disse che non era un perdente, per poi cadere a terra. |                   |                  |
| 118 | Troppo tardi 「奪還～間に合わなかった器」 - Dakkan~Ma ni awanakatta utsuwa | 12 gennaio 2005   | 7 gennaio 2008   |
| 118 | Naruto, Shikamaru e Kiba decidono di attaccare Tayuya e Sakon, che hanno percorso un terzo del percorso. Intanto Orochimaru non riesce più a sopportare il dolore provocato dal segno maledetto impresso dal Terzo Hokage e Kabuto gli consiglia di cambiare corpo, sennò rischierebbe la vita, ma lui vorrebbe attendere l'arrivo di quello di Sasuke. Kabuto però spiega che il Quartetto ci metterà un po' ad arrivare e cerca di proporre il suo corpo. Alla fine però decide di far lottare i loro prigionieri, cosicché il corpo dell'unico sopravvissuto sarebbe diventato quello di Orochimaru. Kabuto dopo visita Kimimaro, vecchio capo del Quintetto del Suono, poi diventato Quartetto, che si trova su una barella poiché colpito da una grave malattia. All'inizio doveva essere lui il nuovo corpo di Orochimaru, ma è diventato troppo debole per ospitarlo e quindi, per riscattarsi, decide di aiutare il Quartetto a recuperare Sasuke. Orochimaru nel frattempo incontra l'ultimo prigioniero rimasto di nome Gen'yumaru, che all'inizio voleva combattere con Orochimaru, ma viene sconfitto facilmente e gli viene concesso l'ultimo desidero, cioè che gli venga liberato il clan, per poi essere posseduto. Nel frattempo Naruto, Shikamaru e Kiba raggiungono il Quartetto e Sakon gli attacca subito, ma intervengono Kiba e Shikamaru, che in realtà erano cloni di Naruto che vengono subito respinti. Poi Naruto crea un clone per fare il Rasengan, però la mossa viene bloccata facilmente da Sakon. Allora Kiba trapassa Naruto, che si scopre essere anche lui un clone, e spinge Sakon che colpisce Tayuya, bloccata da Shikamaru con la Tecnica delle Ombre, così i tre riescono a prendere il barile in cui si trova Sasuke e a scappare. |                   |                  |
| 119 | Un nuovo nemico 「失策！新たなる敵」 - Shissaku! Aratanaru teki | 19 gennaio 2005   | 9 gennaio 2008   |
| 119 | Sakon inizia a inseguire i tre Genin, ma i rami sono pieni di bombe carta e Akamaru inizia ad attaccarlo. Sakon però riesce a legare Akamaru vicino a una bomba carta così Kiba interviene per salvarlo ma la bomba esplode e crea un precipizio dove cadono tutti e tre. Tayuya decide di occuparsi di Naruto e Shikamaru, ma arriva con suo grande stupore Kimimaro che la rimprovera per la sua incompetenza e la vorrebbe uccidere, ma deve completare la missione in tempo. Inoltre egli riesce a rubare il barile e a scappare. Allora Naruto e Shikamaru escogitano un piano per superare Tayuya: entrambi sembrano attaccarla, ma Naruto fa un salto più grande e la supera. Shikamaru cerca di bloccarla ma lei non casca più nella trappola di prima. Naruto arrabbiato per la situazione sblocca il chakra della Volpe a Nove Code e raggiunge Kimimaro, a cui chiede il motivo del rapimento di Sasuke ed egli gli spiega che il suo corpo serve per Orochimaru per reincarnarcisi. Per la rabbia esegue la Tecnica della Moltiplicazione Superiore Estrema del Corpo e circonda Sakon con migliaia di cloni. Nel frattempo Kiba tira un calcio a Sakon e Tayuya evoca i Doki, tre giganti e schernisce Shikamaru perché lo reputa un cattivo leader. |                   |                  |
| 120 | L'amico più fedele 「唸れ！吠えろ！究極のタッグ」 - Unare! Hoero! Kyūkyoku no taggu | 2 febbraio 2005   | 11 gennaio 2008  |
| 120 | Orochimaru e Kabuto si chiedono perché il Quartetto del Suono sia in ritardo e credono che sia colpa dell'incapacità dei membri, ma pensano che Kimimaro possa aiutarli a compiere la missione. Nel frattempo, mentre Naruto attacca con i suoi cloni Kimimaro. Tayuya, sblocca la seconda fase del segno maledetto, guidando i Doki con un flauto, Kiba scopre che Sakon ha un gemello siamese di nome Ukon che ha il potere di far crescere parti del corpo ovunque a suo piacimento. Essi sbloccano il segno maledetto alla seconda fase e Akamaru convince Kiba a fondersi con lui per formare un lupo a due teste. Con questa trasformazione avvitandosi riescono a dividere Sakon e Ukon, che però sopravvivono rigenerando le parti del corpo mancanti. Allora cercano di ripetere l'attacco ma i due gemelli invocano Rashomon, un'entità con la forma di una grosso muro. Kiba e Akamaru ritornano normali e vengono attaccati, ma quest'ultimo riesce a difendersi lanciando la sua urina acida negli occhi di Sakon, mentre il corpo di Kiba viene invaso da Ukon. Egli allora si pugnala sullo stomaco perché condividendo lo stesso corpo provano lo stesso dolore. |                   |                  |
| 121 | Un avversario a testa 「それぞれの闘い」 - Sorezore no tatakai | 9 febbraio 2005   | 14 gennaio 2008  |
| 121 | Kiba si dà una seconda pugnalata e Ukon esce dal suo corpo per aver perso troppo sangue. Cercando Kiba trova Akamaru a terra ma si scopre che è una trappola: quest'ultimo infatti esplode lancia dei kunai addosso ad Ukon. Il vero Akamaru è con Kiba che ripensa a quando lo incontrò la prima volta e i suoi primi allenamenti. Infatti il suo clan, il clan Inuzuka, era solito possedere un cane domestico per usarlo durante le battaglie. Nel frattempo Ukon si ricongiunge con Sakon e si fonde con lui perché gravemente ferito. Intanto Naruto attacca con i suoi cloni Kimimaro che però vengono eliminati, grazie alle sue ossa che escono dal suo corpo. Egli inoltre riesce ad estrarre una katana fatta d'ossa, ma dura come l'acciaio. Shikamaru invece riesce a capire che la musica del flauto di Tayuya è in grado di guidare i Doki, e che ha iniziato a suonare una melodia diversa. |                   |                  |
| 122 | La seconda mossa 「フェイク！男シカマル起死回生の賭け」 - Feiku! Otoko Shikamaru kishikaisei no kake | 16 febbraio 2005  | 16 gennaio 2008  |
| 122 | Akamaru è sfinito e Kiba lo trasporta lungo il fiume nascondendosi, mentre Naruto con i suoi cloni cerca di attaccare Kimimaro con scarsi risultati. Nel frattempo i Doki di Tayuya fanno uscire dalle loro bocche tre fantasmi intangibili col potere di mangiare chakra. Shikamaru è messo alle strette e gli sono rimaste poche armi e lo scontro gli sembra una partita di Shōgi. Distrae Tayuya lanciando i kunai rimanenti, così ella è costretta a muoversi. Quando lei vede Shikamaru manda i Doki ad attaccarlo ma egli fa cadere una bomba luce che permette di allungare la sua ombra e intrappolare i Doki con la sua Tecnica delle ombre. Il ninja spiega che è riuscito a prevedere le mosse di Tayuya vedendo come muoveva le dita nel flauto, e che la prima mossa che ha fatto era un "fake", paragonando le sue tattiche a quelle che usa nel shogi. Manda i tre Doki ad attaccarla ma ella riesce a mandarli via facilmente, per poi scoprire che è stata anche lei intrappolata nella stessa tecnica. Cerca di sbloccarsi con la sola forza, ma l'ombra inizia a strangolarla e lei usando il segno maledetto alla prima fase si libera ed attacca Shikamaru. Tayuya blocca il ninja come fosse legato da dei fili, e Shikamaru tenta di lanciare l'ultimo kunai, ma la manca. Lei prende il kunai e cerca di uccidere Shikamaru ma egli lo attacca, e lei scopre che si è fratturato un dito per evitare l'illusione. Shikamaru spiega di aver agito come prima: ha fatto la prima mossa fake (lanciare in modo sbagliato il kunai) e la seconda decisiva. |                   |                  |
| 123 | Il ninja verde della Foglia 「木ノ葉の碧き野獣見参！」 - Konoha no aoki yajū kenzan! | 23 febbraio 2005  | 18 gennaio 2008  |
| 123 | Tayuya riesce a resistere allo strangolamento dell'ombra di Shikamaru e invece Kiba impasta delle erbe mediche per curare le ferite sue e di Akamaru. Nel mentre tutti i cloni di Naruto vengono sconfitti facilmente ed egli non riesce neanche a colpire Kimimaro. Però ad un certo punto esce Sasuke dal barile col Segno Maledetto al secondo livello e ignora la richiesta di Naruto di ritornare a Konoha e scappa nel bosco. Kimimaro cerca di colpire Naruto ma Rock Lee appena riabilitato interviene e salva il genin. Quest'ultimo decide di affrontare Kimimaro e ordina a Naruto di seguire Sasuke. Nel frattempo Tsunade cura i quattro ninja attaccati dal Quartetto del Suono e mentre discutono della missione e di Orochimaru, Gai ritorna da una missione e chiede qual è l'esito dell'operazione di Lee. Volendolo visitare entrambi però vedono che Lee è fuggito dall'ospedale per portare aiuto ai suoi amici e notano che al posto di prendere la medicina ha preso una bottiglia di sake. Gai spiega che se Lee si ubriaca diventa molto pericoloso. Nello scontro Lee chiede una pausa per bere la medicina, che lui non sa che è sake, e diventa ebbro. |                   |                  |
| 124 | La nuova alleanza 「野獣炸裂！弾けろ吹っ飛べ突き抜けろ！」 - Yajū sakuretsu! Hajikero futtobe tsukinukero! | 2 marzo 2005      | 21 gennaio 2008  |
| 124 | Rock Lee è molto più rapido e confonde l'avversario fingendo di dormire. Quando però si addormenta sul serio, Kimimaro cerca di colpirlo ma Lee riesce a schivare i suoi colpi dormendo. Dopo essersi svegliato, Kimimaro scopre che lui ha bevuto del sakè, ma Lee nega ciò, dicendo di essere minorenne. Ma il ninja del suono gli provoca un graffio sulla guancia per farlo tornare sobrio. Nella foresta Shikamaru tenta di strangolare Tayuya, ma si trova al limite e ripensa a quando Asuma Sarutobi lo salvò nell'assalto di Konoha. Kiba e Akamaru invece escono dal fiume per via delle ferite e si rifugiano nel bosco evitando i nemici con il fiuto. Però arriva Ukon, che indossa il giubbotto di Kiba (egli non può sentire il suo stesso odore). Dall'altra parte Rock Lee sblocca la Prima porta delle Otto Porte Difensive del Corpo per usare il Loto frontale, ma l'attacco viene respinto dalle ossa di Kimimaro. Ad un certo punto intervengono i Tre Fratelli della Sabbia: Gaara difende Rock Lee quando sta per essere infilzato da Kimimaro, Temari spazza via col suo ventaglio Tayuya, e Kankuro para con una marionetta l'attacco che Ukon stava per fare a Kiba. |                   |                  |
| 125 | L'intesa tra Sabbia e Foglia 「木ノ葉同盟国砂の忍」 - Konoha dōmeikoku Suna no shinobi | 9 marzo 2005      | 23 gennaio 2008  |
| 125 | Gaara sgrida Rock Lee perché è diventato più debole, ma quest'ultimo gli chiede perché è venuto a soccorrerlo. Egli spiega che il villaggio della Foglia e quello della Sabbia hanno fatto un patto e quest'ultimo è in debito. Intanto Sakon raggiunge il suo gemello siamese e inizia ad attaccare Kankuro. Sakon lo colpisce e scopre che in realtà è una marionetta che lo intrappola e lo uccide. Anche ad Ukon segue la stessa sorte. Nella foresta Shikamaru illustra a Temari le tecniche che usa Tayuya, che suona una melodia col suo flauto. Temari però col suo ventaglio respinge il suono ed evoca Kamatari, una donnola con la falce, che taglia tutti gli alberi della foresta ed elimina Tayuya. Intanto il combattimento tra Gaara e Kimimaro ha inizio. |                   |                  |
| 126 | Gaara contro Kimimaro 「最強対決！我愛羅VS君麻呂！！」 - Saikyō taiketsu! Gaara tai Kimimaro!! | 19 marzo 2005     | 25 gennaio 2008  |
| 126 | Rock Lee cerca di attaccare Kimimaro, ma Gaara lo blocca perché si ricorda delle ferite che gli ha inferto. Gaara riesce facilmente a parare i colpi di Kimimaro e usando il Funerale del Deserto intrappola Kimimaro, che ripensa alla sua infanzia. Infatti il suo clan, il clan Kaguya, lo rinchiuse in una cella per la sua abilità innata, che era molto temuta. Egli venne liberato per attaccare insieme al suo clan il Villaggio della Nebbia. Nel presente Kimimaro riesce a liberarsi sbloccando il Segno Maledetto alla prima fase, ma Gaara lo blocca di nuovo con il Grande funerale del deserto. Il ninja della sabbia nota che sia Sasuke sia Kimimaro hanno lo stesso sguardo, cioè quello di una persona che cerca lo scopo della propria vita. Prosegue il flashback di Kimimaro: gli venne ordinato di uccidere gli abitanti della Nebbia e incontrò Zabuza, che mentì dicendo di non essere della Nebbia, insieme ad Haku, che notò che Kimimaro aveva il suo stesso sguardo prima di incontrare Zabuza. Poi incontra Orochimaru, che spiega di non essere abitante della Nebbia, ma aiutò Kimimaro a trovare il villaggio. Dopo l'attacco di tutto il clan sopravvisse solo lui, e incontrando di nuovo Orochimaru, decise che come scopo nella vita avrebbe dovuto proteggerlo. |                   |                  |
| 127 | Il trionfo di Gaara 「執念の一撃！早蕨の舞」 - Shūnen no ichigeki Sawarabi no Mai | 30 marzo 2005     | 28 gennaio 2008  |
| 127 | Gaara resta intrappolato nella Danza della Clematide, ma riesce a parare il colpo grazie ad uno scudo di sabbia molto densa. Avendo quasi esaurito il suo chakra, Gaara decide di eliminare il suo avversario facendolo sprofondare nelle sabbie mobili e lo fa finire sottoterra. Kimimaro utilizza quindi la Danza di Germogli di Felce, facendo spuntare una miriade di ossa dal terreno. Risalendo lungo una di queste arriva quasi a colpire mortalmente Gaara, ma muore poco prima di effettuare il colpo a causa della malattia di cui soffriva da tempo. |                   |                  |
| 128 | Il richiamo del passato 「届かない叫び」 - Todokanai sakebi | 30 marzo 2005     | 30 gennaio 2008  |
| 128 | Naruto chiede a Sasuke se ha intenzione di voltare le spalle ai suoi amici del Villaggio della Foglia solo per diventare più forte. Sasuke risponde di sì e inizia a camminare, facendo infuriare Naruto che, determinato a riportare Sasuke al Villaggio della Foglia e a restituirgli il buon senso, lo afferra e gli sferra un pugno. Sasuke, che sembra non provare dolore alcuno, gli sputa del sangue in faccia e Naruto decide che lo riporterà a forza al Villaggio della Foglia se deve. Sasuke afferra Naruto dalla sua maglia, lo solleva e lo fa volare diversi metri indietro con un pugno grazie al suo Segno Maledetto del Cielo, infliggendogli molto più dolore di quello che aveva ricevuto lui. Naruto attacca Sasuke, ma viene velocemente rispedito verso l'acqua da un calcio, perdendo anche un marsupio delle armi. Naruto utilizza la Tecnica della Moltiplicazione Superiore del Corpo, ma i suoi cloni sono battuti facilmente da Sasuke. Allora Naruto cerca di lanciare degli Shuriken da lontano, ma Sasuke è molto più abile di Naruto e li schiva per poi utilizzare i Fili Metallici, presi dal marsupio di Naruto, per legarlo ad una roccia e poi dà fuoco ai cavi con la Tecnica del Drago di Fuoco, scottando Naruto con un'esplosione di fuoco. |                   |                  |
| 129 | Un fratello scomodo 「兄と弟 遠すぎる存在」 - Itachi to Sasuke tōsugiru sonzai | 6 aprile 2005     | 1º febbraio 2008 |
| 129 | Continua il flashback sull'infanzia di Sasuke. Mentre Sasuke ritorna a casa con Itachi gli chiede perché il simbolo della Polizia Militare di Konoha sia simile a quello del clan Uchiha, ed egli risponde che la Polizia Militare è stata fondata proprio dal loro clan. Sasuke nella sua famiglia viveva sotto l'ombra del suo fratello, considerato un ninja prodigio, e veniva perciò trascurato. Ogni tanto Itachi cercava di aiutarlo e rivolgerli le attenzioni dei genitori, per esempio chiedendo al padre di accompagnare Sasuke al suo primo giorno nell'Accademia. Sasuke infatti, nonostante gli ottimi risultati, veniva spesso messo in secondo piano da Itachi. Però quest'ultimo si mise a litigare con i genitori, poiché era costretto a saltare un incontro col clan per una missione con gli ANBU, un'organizzazione di cui faceva parte. Il giorno dopo però gli si presentò la polizia di Konoha che con dei giri di parole incolpa Itachi del suicidio di Shisui Uchiha, membro del clan a cui era particolarmente legato. Infatti esso è avvenuto mentre era in missione con gli ANBU, e la lettera che ha scritto Shisui ha grafia molto simile a quella di Itachi. La polizia però conoscendo la reputazione di Itachi decide di non arrestarlo. Però quest'ultimo sconfigge tutti i ninja. |                   |                  |
| 130 | Una macchia sul ventaglio Uchiha 「父と子 ひび割れた家紋」 - Chichi to ko Hibiwareta kamon | 13 aprile 2005    | 4 febbraio 2008  |
| 130 | Dopo quell'episodio, il rapporto fra Itachi e suo padre si fa sempre più aspro, e quest'ultimo inizia a considerare di più Sasuke e gli mostra la Tecnica della Palla di Fuoco Suprema. Sasuke non riesce padroneggiarla fin da subito, provocando la delusione di suo padre, e quindi decise di allenarsi per raggiungere il suo livello. Dopo una settimana mostra la tecnica a suo padre, che rimane colpito dai risultati di suo figlio, e finalmente inizia a provare più interesse in lui. Itachi invece diventa sempre più distaccato dalla famiglia e Sasuke vede che padroneggia un nuovo tipo di Sharingan mai visto prima. Chiede informazioni in più a suo padre che gli rivela l'esistenza dello Sharingan Ipnotico, che solo pochi Uchiha sanno padroneggiare. |                   |                  |
| 131 | Il segreto dello Sharingan Ipnotico 「開眼 万華鏡写輪眼の秘密」 - Kaigan Mangekyō Sharingan no himitsu | 20 aprile 2005    | 6 febbraio 2008  |
| 131 | Sasuke una sera rientra dall'Accademia e trova tutta la sua famiglia sterminata da Itachi, che lo intrappola nel suo Sharingan Ipnotico. Itachi gli dice di aver eliminato il suo clan per mettersi alla prova perché dopo aver ottenuto lo Sharingan Ipnotico nessuno poteva tenergli testa, quindi voleva provare contro la sua famiglia. Afferma di non volerlo eliminare, infatti ha recitato la parte del fratello maggiore come voleva Sasuke per spingerlo a farsi odiare. L'unico motivo per cui non lo eliminerà è perché in lui ha visto il potenziale che potrà finalmente mettere alla prova la sua forza. Successivamente Itachi gli rivela che l'unico modo per ottenere questo tipo di Sharingan è uccidere il proprio amico più caro, come aveva fatto lui con Shisui. Gli dice che se lo vuole uccidere lo deve odiare, disprezzare e un giorno, quando avrà i suoi stessi occhi potrà andare da lui e affrontarlo, fino ad allora non vale la pena di ucciderlo. Il flashback ha termine e Naruto e Sasuke riprendono a combattere. |                   |                  |